# Rosocha (województwo zachodniopomorskie)
Rosocha (niem. Rotzog) – wieś w Polsce położona w województwie zachodniopomorskim, w powiecie koszalińskim, w gminie Polanów.
W latach 1975–1998 miejscowość administracyjnie należała do województwa koszalińskiego.